# Thommo Reachea III
Thommo Reachea III (1690-1747),  prince Ang Tham  roi du Cambodge  de 1702 à  1704 puis de 1707 à 1714 et enfin de 1736 à 1747 sous les noms de règne de  « Sri Dharmaraja III » (1702 et 1707) puis de Chey Chettha VI en 1736.

## Biographie
Fils de Chey Chettha IV  son père abdique en sa faveur en 1702 alors qu’il n’est âgé que de 12 ans. Chey Chettha IV continue en fait à gouverner au nom de son fils qui est trop jeune pour être couronné.
Son père reprend le pouvoir en 1704 et abdique de nouveau en sa faveur en 1707. Dès 1708  Thommo Reachea III doit faire face à des révoltes menées par son cousin et beau-frère l’ex roi Ang Em qui, avec l’appui des Laotiens et des Vietnamiens, s’empare de l’est du pays. Le jeune roi, assiégé dans sa capitale Oudong, résiste trois mois puis doit se réfugier au Siam.
Il tente en vain de reprendre le pouvoir en 1711, 1716 et 1722.  Thommo Reachea III redevient cependant roi une troisième fois en 1736,sous le nom de règne de Chey Chettha VI, lorsque le roi Satha II est renversé. Il réussit à se maintenir jusqu’à sa mort de  maladie à Oudong en 1747.
Pendant son troisième règne il perd le contrôle des provinces de Srok Trang et de Peam, qui, à la suite des révoltes des populations locales d’origine vietnamienne, sont administrées directement par la cour de Hué.

## Épouses
Thommo Reachea III eut plusieurs épouses :
1. en 1706 la reine Jaya Kshatriyi 
  - prince Ang Em roi sous le nom de Thommo Reachea IV
  - prince Ang Snguon roi sous le nom de  Chey Chettha VII

1. en 1738 sa demi sœur la princesse Ek Kshatriyi
  - prince Ang Chan (1707-1743)  père des princes Ang At  et  Ang Tong

1. Mam Rat 
  - prince Ang Hing (né en 1731, assassin de son frère Thommo Reachea IV il est lui-même mis à mort en 1757 par le roi  Ang Tong
  - prince Ang Duong  assassiné en 1769  père du prince Ang Thnoam (né 1755 exécuté en 1777)